# Psicologia experimental
La psicologia experimental és una disciplina científica que considera que els fenòmens psicològics poden ser estudiats mitjançant el mètode experimental.

## Mètode experimental
El mètode experimental implica l'observació, manipulació, registre de variables (dependent, independent, intervinents, etc.) que afecten un objecte d'estudi. En el cas específic de la psicologia, és possible descriure i explicar aquestes variables en la seva relació amb el comportament humà i, per tant, també predir les seves modificacions.

## Escoles
El terme psicologia experimental es refereix més a una classificació de la psicologia en termes metodològics i no en termes substantius. Per tant, qualsevol escola o corrent psicològic que utilitzi el mètode experimental és considerat part de la psicologia experimental, independentment de les consideracions epistemològiques sobre el seu objecte d'estudi. Les àrees com la percepció, l'aprenentatge i la cognició han estat estudiades tradicionalment amb el mètode experimental.

## Història
En la seva obra Elements de psicofísica (1860), el psicòleg alemany Gustav Theodor Fechner intentava demostrar, amb dades experimentals, la relació entre magnituds físiques i sensorials. No va ser fins molts anys després, el 1879, quan Wilhelm Wundt va fundar el primer laboratori de psicologia experimental.
Wundt va començar a mesurar els temps de reacció en proves de complexitat variable, en què intentava identificar els components psíquics interns i descobrir també les lleis que regeixen la dinàmica de la psique. Wundt i les seves idees de psicologia van dominar en l'àmbit acadèmic fins als inicis del 1900, quan els mètodes introspectius i el concepte d'estudiar la psique de manera científica es bandejaren per la impossibilitat d'explicar fenòmens com el pensament sense imatges.
Per aquests mateixos anys, l'alemany Hermann Ebbinghaus dirigí una monumental investigació sobre la memòria que implicava el record de llargues sèries de síl·labes sense sentit, la qual cosa va establir un precedent per a les generacions futures de psicòlegs especialitzats en l'aprenentatge.
Es van començar a fer experiments de laboratori amb animals, per intentar dotar la psicologia de rigor científic.
Això orientà metodològicament i conceptual el nord-americà Edward Lee Thorndike en els seus experiments amb gats. Més tard, el nord-americà John Broadus Watson, fundador del conductisme, definiria la psicologia com la ciència del comportament extern, observable, però no de la ment i, per tant, exclogué els fenòmens psíquics interns com a objecte d'estudi i els mètodes introspectius com a tècnica per estudiar-los.